# Grupo Emepa
Grupo Emepa, aussi stylisé EMEPA, est un groupe de sociétés à capitaux entièrement argentins, dont le siège est situé dans la ville de Buenos Aires. 

## Histoire

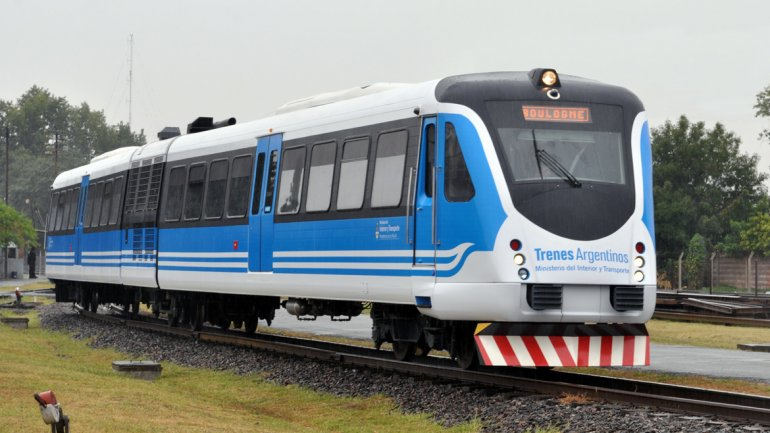
Train Alerce fabriqué en 2014.

Dans les années 1980, dans l'idée de remettre à neuf les voitures en bois Brugeoise, qui approchaient des 70 ans, 15 de ces unités ont été envoyées à l'usine EMEPA de Buenos Aires, à Chascomús. Elles ont été équipées d'une nouvelle carrosserie qui, entre autres avancées, comportait des portes à ouverture et fermeture automatiques. Leur capacité en passagers assis était réduite car ils étaient équipés de cabines qui couvraient toute la largeur du véhicule. En 1980, ils ont produit 5 voitures à moteur, avec une capacité de 42 personnes assises et 140 passagers debout par voiture, une vitesse maximale de 50 km/h, 3 portes par côté, des freins de service et de secours pneumatiques. Alimentation par pantographe de 1.100 V en courant continu.
En mai 2017, les ateliers ferroviaires centenaires Pérez, situés dans la banlieue de Rosario, ferment leurs portes en l'absence de nouveaux contrats de réparation du matériel roulant. Depuis 2014, ils avaient connu une importante réactivation en remettant à neuf des wagons de marchandises (wagons couverts et wagons porte-conteneurs) et des voitures (tractées et électriques) pour Trenes Argentinos. Le gouvernement national a annulé tous les appels d'offres pour les activités ferroviaires, car tous les matériaux provenaient désormais de Chine. Le manque d'activité à Rioro en 2017 intervient dans le contexte d'une crise qui touche la quasi-totalité des ateliers ferroviaires du pays. Des situations similaires ont affecté les ateliers COOTTAJ à Junín et Consulting Ferroviario à Justo Daract, San Luis. À cela s'ajoute l'annulation du projet de construction de wagons de marchandises nationaux dans l’entreprise Fabricaciones Militares, ordonnée par le gouvernement et le ministre argentin Guillermo Dietrich.
En 2018, en pleine crise des ateliers ferroviaires dans tout le pays, Emepa annonce qu'elle licenciait 100 des 180 personnes de son usine de Chascomús. Les 80 autres continueraient à travailler pendant deux mois supplémentaires, après quoi l'usine fermerait ses portes. L'usine s'est retrouvée sans nouvelles commandes après l'achèvement du dernier moteur Alerce, dont 20 avaient été commandés en 2015 sous le gouvernement de Cristina Kirchner. En 2017, les ateliers Pérez, dans les environs de la ville de Rosario, avaient fermé, et en mars 2018, l'usine Materfer de Ferreyra, à Cordoba, a également fermé ses portes.

## Liste des sociétés
| Nom                    | Spécialité(s)               | Zone(s) d'activité                                                                         |
| ---------------------- | --------------------------- | ------------------------------------------------------------------------------------------ |
|                        | Transport ferroviaire       | Buenos Aires et province de Buenos Aires                                                   |
|                        | Transport ferroviaire       | Lima                                                                                       |
|                        | Métallurgie                 | Chascomús, province de Buenos Aires                                                        |
| Rioro                  | Métallurgie                 | Pérez, province de Santa Fe                                                                |
| Provisión Laguna Paiva | Métallurgie                 | Province de Santa Fe                                                                       |
| Hidrovía               | Dragage et balisage         | Province de Santa Fe, province de Buenos Aires, province du Chaco, province de Corrientes  |
| Herso                  | Ingénierie et construction  | Argentine                                                                                  |
| Ferromel               | Ingénierie et construction  | Argentine                                                                                  |
| Torres del Yacht       | Immobilier                  | Buenos Aires                                                                               |
| Omnigraphics           | Mobilier publique et urbain | Buenos Aires                                                                               |
| PC Vía Pública         | Mobilier publique et urbain | Province de Santa Fe, province de Buenos Aires, province de Mendoza et province de Córdoba |
| Níttida                | Santé publique              | Comuna 9 et 10, Buenos Aires                                                               |
| DON BENJAMÍN           | Agroalimentaire             | Province de Buenos Aires, province de Santa Fe et province de Córdoba                      |
| Pilar SA               | Agroalimentaire             | Province de Santiago del Estero et province de La Rioja                                    |
| Wagyu Argentina SA     | Agroalimentaire             | Province de Buenos Aires                                                                   |
| Kobe Beef Argentina    | Agroalimentaire             | Amérique, Europe, Asie et Afrique                                                          |
| MDN                    | Agroalimentaire             | Province de Santiago del Estero                                                            |